# Mickey's House of Villains
 Mickey's House of Villains (El Club de los Villanos en España y El Club de los Villanos con Mickey y sus Amigos en Hispanoamérica) es una película de comedia de terror animada directa a video de 2001, producida por Disney Television Animation, basada en la serie animada de televisión House of Mouse, y está protagonizada por Mickey Mouse, el Pato Donald, Minnie Mouse, Goofy, la Pata Daisy y los villanos de las producciones animadas de Disney. Fue lanzada directa a vídeo tanto en VHS y DVD por Walt Disney Home Entertainment el 15 de noviembre de 2001. Los eventos de la película tienen lugar durante la tercera y última temporada de House of Mouse. La película recibió críticas mixtas.

## Historia
Es Halloween en la House of Mouse, y están presentes muchos de los villanos de Disney. Jafar tiene un truco para Mickey Mouse, pero tiene que esperar hasta la medianoche, que es la hora en la que oficialmente comience el día de Halloween. A lo largo de la noche, también se muestran varios intentos de Donald de asustar a los invitados del club, pero sin éxito.
Después de un espectáculo de cortometrajes animados, Jafar, junto con el Capitán Garfio, Cruella de Vil, Úrsula, Hades, y los demás villanos, se apoderan de la House y se unen en el proceso de echar a Mickey  y Minnie a la calle y encerrar a los demás personajes buenos en la cocina, cambian el nombre de la House of Mouse (El Club del Ratón) a House of Villains (El Club de los Villanos).
Mickey y sus amigos tratan de volver las cosas a la normalidad. En el primer intento, Mickey, Donald Don Andrés y Goofy intentan recuperar la House plantando cara a los villanos, pero Chernabog se lo impide echándolos del edificio. Minnie lo intenta más tarde por su cuenta pero es expulsada sin mayor esfuerzo por Garfio. Después del último cortometraje, Mickey se viste con su traje de aprendiz de brujo de Fantasía y reta a Jafar a un duelo de magia, en el que ambos intentan lanzarse hechizos, pero ambos los esquivan continuamente. Justo cuando Jafar le quita el sombrero de brujo a Mickey, Aladdín consigue escapar volando en su alfombra y le da a Daisy la lámpara mágica. Entonces Daisy lanza la lámpara al resto de sus amigos hasta que llega a Mickey, quien la utiliza para encerrar a Jafar en ella. El resto de los villanos escapan y la House of Mouse vuelve a la normalidad.

## Reparto
- Wayne Allwine y Walt Disney (imágenes de archivo) como Mickey Mouse[5]
- Russi Taylor como Minnie Mouse[5]
- Bill Farmer y Pinto Colvig (imágenes de archivo) como Goofy / Pluto[5]
- Tony Anselmo y Clarence Nash (imágenes de archivo) como el Pato Donald y Huey, Dewey y Louie[5]
- Tress MacNeille como la Pata Daisy / la Reina de Corazones / Las Parcas[5]
- Scott Weinger como Aladdín[5]
- Jonathan Freeman como Jafar[5]
- Gilbert Gottfried como Iago[5]
- Corey Burton como Capitán Garfio / Chernabog[5]
- Susanne Blakeslee como Cruella de Vil[5]
- Pat Carroll como Úrsula[5]
- Lois Nettleton como Maléfica[5]
- John Cleese como el narrador[5]
- Jim Cummings como Pete / el Lobo feroz / Kaa / Ed[5]
- April Winchell como Clarabelle[5]

## Historietas
Como en la serie, la película contiene varios cortometrajes de Disney que los personajes ven durante la trama principal. De hecho, estos cortos constituyen más de la película que la trama principal. Todas sus tarjetas de título son eliminadas.
Tres de las caricaturas son clásicas:
- Los fantasmas solitarios (1937)
- Donald Duck and the Gorilla (1944)
- Trick or Treat (1952)

Los otros cinco cortos fueron mostrados en episodios de House of Mouse:
- Mickey's Mechanical House
- How to Haunt a House
- Dance of the Goofys
- Donald's Halloween Scare
- Hansel y Gretel

## Producción
Mickey's House of Villains fue producida por Disney Television Animation con producción de animación de Toon City y producción de animación adicional de Walt Disney Feature Animation.

## Doblaje

### Hispanoamérica
- Mickey Mouse: César Alvarado, Rubén Cerda en el corto "Mickey's Mechanical House" y Víctor Mares Jr. en "Lonesome Ghosts"
- Minnie Mouse: Diana Santos
- Pato Donald: Ruy Cuevas y Clarence Nash en "Lonesome Ghosts"
- Pata Daisy: Liliana Barba
- Goofy: Mario Filio, Carlos Segundo en "How to Haunt a House" y Mario Ramírez en "Lomesome Ghosts"
- Jafar: Rubén Moya
- Capitán Garfio: Arturo Casanova
- Cruella de Vil y Reina de Corazones: Nancy McKenzie
- Úrsula: Joana Brito
- Iago: Yamil Atala
- Hades: Humberto Solorzano
- Kaa: Eduardo Garza
- Espejo Mágico: Ricardo Brust
- Si y Am: Maggie Vera
- Maléfica: Mayra Rojas
- Aladdín: Adrián Fógarty

### España
- Narrador: Antonio Villar
- Mickey Mouse: José Padilla
- Minnie Mouse: Nonia de la Gala
- Donald: Héctor Fernández Lera
- Daisy: Yolanda Mateos
- Goofy: David García Vázquez
- Jafar: Juan Antonio Gálvez
- Capitán Garfio: Carlos Ysbert
- Cruella de Vil: Roser Cavallé
- Reina de Corazones: Lucia Esteban
- Úrsula: Matilde Conesa
- Hades: Pep Antón Muñoz
- Aladdín: Ángel de Gracia